# 삼반 오반 운동
삼반 오반 운동(三反五反運動, 중국어: 三反五反运动)은 1951년부터 1952년까지 중화인민공화국 정부가 전개한 정치 개혁 운동으로, 마오쩌둥이 중화인민공화국 정권 초기 공산주의 혁명의 터전을 마련하기 위하여 전개한 운동이다.

## 삼반 운동
삼반 운동(三反運動, 중국어: 三反运动)은 1951년 만주에서 제창한 정치 개혁 운동으로, 부패와 낭비, 관료주의를 반대하는 운동이었다.

## 오반 운동
오반 운동(五反運動, 중국어: 五反运动)은 1952년 1월 중국 공산당이 부르주아 계급과의 투쟁을 위해 제창한 정치 개혁 운동으로, 뇌물과 탈세, 국영 재산 강탈, 정부 계약 사기, 국가 경제 정보 누설을 반대하는 운동이었다. 이 운동으로 중국 공산당의 독재 체제를 확립하였다.

## 같이 보기
- 중화인민공화국의 경제